# 勒沙特内昂多尼翁
勒沙特内昂多尼翁（法語：Le Châtenet-en-Dognon，法語發音：[lə ʃatnɛ ɑ̃ dɔɲɔ̃]）是法国利穆赞大区上维埃纳省的一个市镇，属于利摩日区。

## 地理
勒沙特内昂多尼翁（45°54'21"N, 1°30'22"E）面积20.39 平方千米，位于法国新阿基坦大区上维埃纳省，该省份为法国中西部省份，北起顺时针与安德尔省、克勒兹省、科雷兹省、多爾多涅省、夏朗德省和维埃纳省接壤。
与勒沙特内昂多尼翁接壤的市镇（或旧市镇、城区）包括：圣洛朗莱塞格利斯、穆瓦萨讷、维日河畔索维亚、圣马丹圣卡特琳、圣马丹泰雷叙、圣普列斯特托里永、鲁瓦耶尔、圣莱奥纳尔德诺布拉。

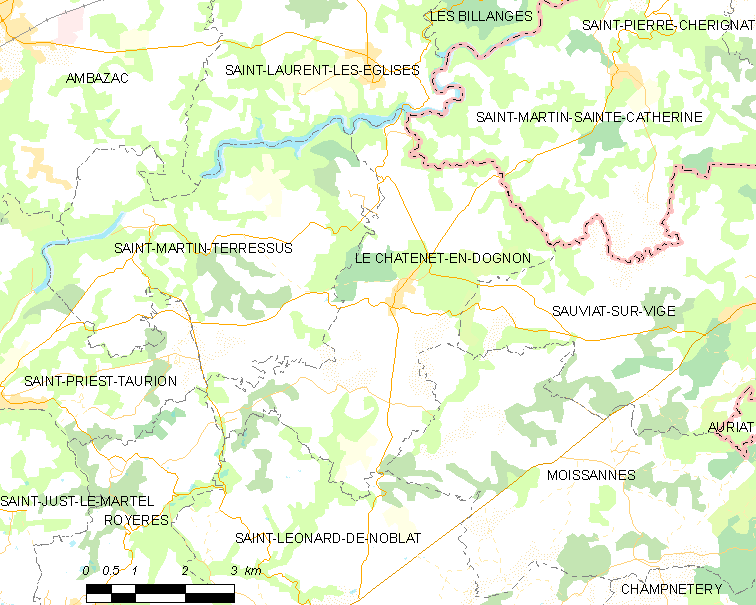
勒沙特内昂多尼翁的OSM定位图

勒沙特内昂多尼翁的时区为UTC+01:00、UTC+02:00（夏令时）。

## 行政
勒沙特内昂多尼翁的邮政编码为87400，INSEE市镇编码为87042。

## 政治
勒沙特内昂多尼翁所属的省级选区为圣莱奥纳尔-德诺布拉县。

## 人口

1962-2008年间勒沙特内昂多尼翁人口变化图示

勒沙特内昂多尼翁于2022年1月1日时的人口数量为399人。